# Marek Sobolewski
Marek Feliks Sobolewski (ur. 27 kwietnia 1925 w Krakowie, zm. 7 maja 1983) – polski prawnik, znawca prawa konstytucyjnego i problematyki partii politycznych, profesor Uniwersytetu Jagiellońskiego w Krakowie. Uczestnik prac Centrum Obywatelskich Inicjatyw Ustawodawczych Solidarności.
Dziadek Karol Rolle był prezydentem Krakowa. Naukę rozpoczął w I Liceum Ogólnokształcącym im. Bartłomieja Nowodworskiego w Krakowie, w warunkach konspiracji w 1944 zdał tzw. „małą maturę”. Po wojnie na kursach dla dorosłych w 1945 zdał właściwy egzamin maturalny. Pracując w czasie okupacji, podjął działalność konspiracyjną od 1943 w Szarych Szeregach i Armii Krajowej, w ramach której ukończył szkołę podoficerską (pseud. Światopełk). Walczył w batalionie „Jędrusiów” w lasach sandomierskich i kieleckich, był ranny i został dwukrotnie odznaczony (odznaczeń tych jednak nie zweryfikował po wojnie). Po zakończeniu wojny ujawnił się, podejmując pracę w przedsiębiorstwie handlowym i rozpoczął jednocześnie studia na Wydziale Prawa Uniwersytetu Jagiellońskiego. Tytuł magistra uzyskał w 1948 z dniem 1 października 1949 podjął pracę asystenta w Katedrze Prawa Państwowego UJ. W marcu 1955 obronił pracę Rola doktryny ustrojowej, austromarksizmu w utwierdzaniu burżuazyjnego ustroju Austrii w latach rewolucyjnych (1918-1920) w marcu 1956 Centralna Komisja Kwalifikacyjna dla Pracowników Nauki zatwierdziła uchwałę
Rady Wydziału Prawa o nadaniu mu stopnia doktora nauk prawnych. Obrona pracy habilitacyjnej odbyła się 7 czerwca 1961 natomiast zatwierdzenie na stanowisku 
docenta nastąpiło z dniem 1 grudnia 1962. W 1971 otrzymał tytuł profesora nadzwyczajnego, a w 1976 tytuł profesora zwyczajnego nauk prawnych.
Pochowany na cmentarzu Rakowickim w Krakowie (kwatera VI, narożnik płd.-wsch.).

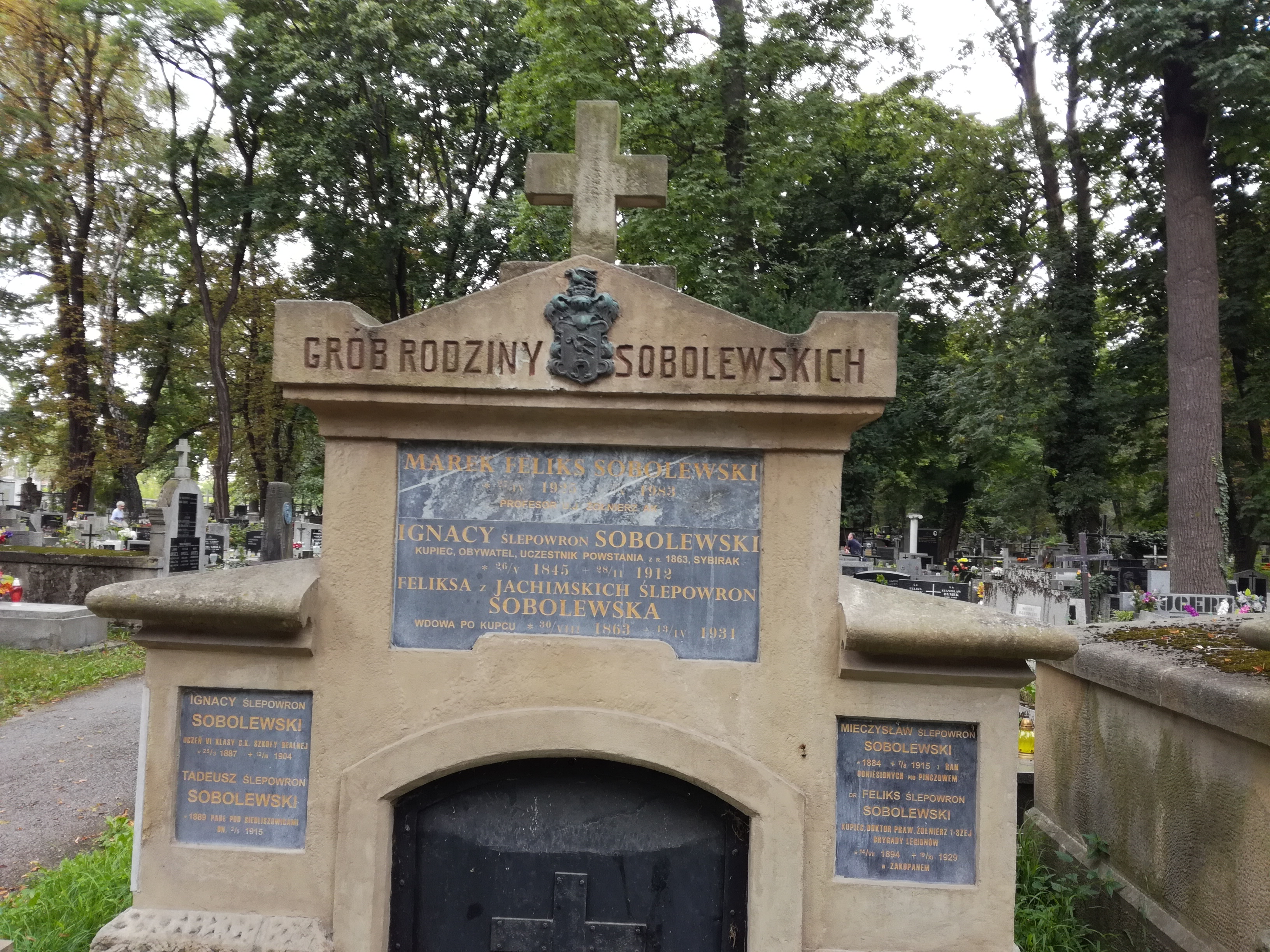
Grób prof. Marka Sobolewskiego na cmentarzu Rakowickim w Krakowie

## Wybrane prace
- Rola austro-marksizmu w rewolucji 1918 r. w Austrii (1956)
- Od drugiego cesarstwa do piątej republiki: z dziejów politycznych Francji 1870-1958 (1963)
- Zasady demokracji burżuazyjnej i ich zastosowanie (1969)
- Partie i systemy partyjne świata kapitalistycznego (1974)
- Myśl polityczna XIX i XX w.: liberalizm (1978)
- Zasady współczesnej demokracji burżuazyjnej (1983)